# Gloeocapsa
Gloeocapsa (deutsch „Hüllenblaualge“) ist eine Gattung aus der Klasse der Cyanobakterien („Blaualgen“).

## Beschreibung

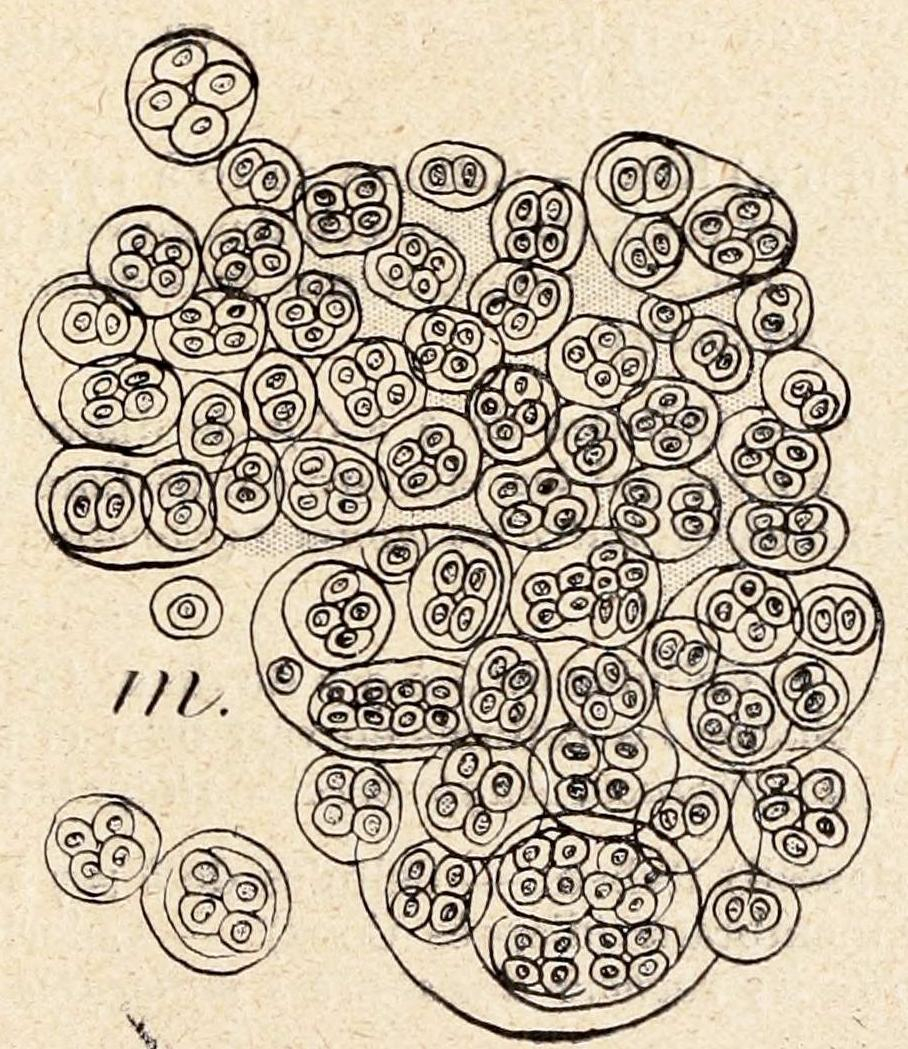
Illustration von Gloeocapsa magma

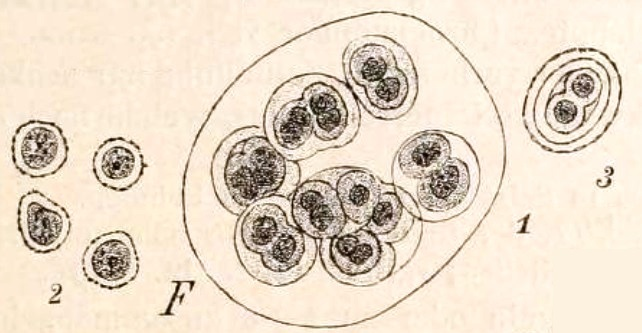
Illustration von Gloeocapsa sanguinea Kütz.,
1 vegetative Kolonie,
2 Dauerzellen,
3 Keimungszustand einer Dauerzelle

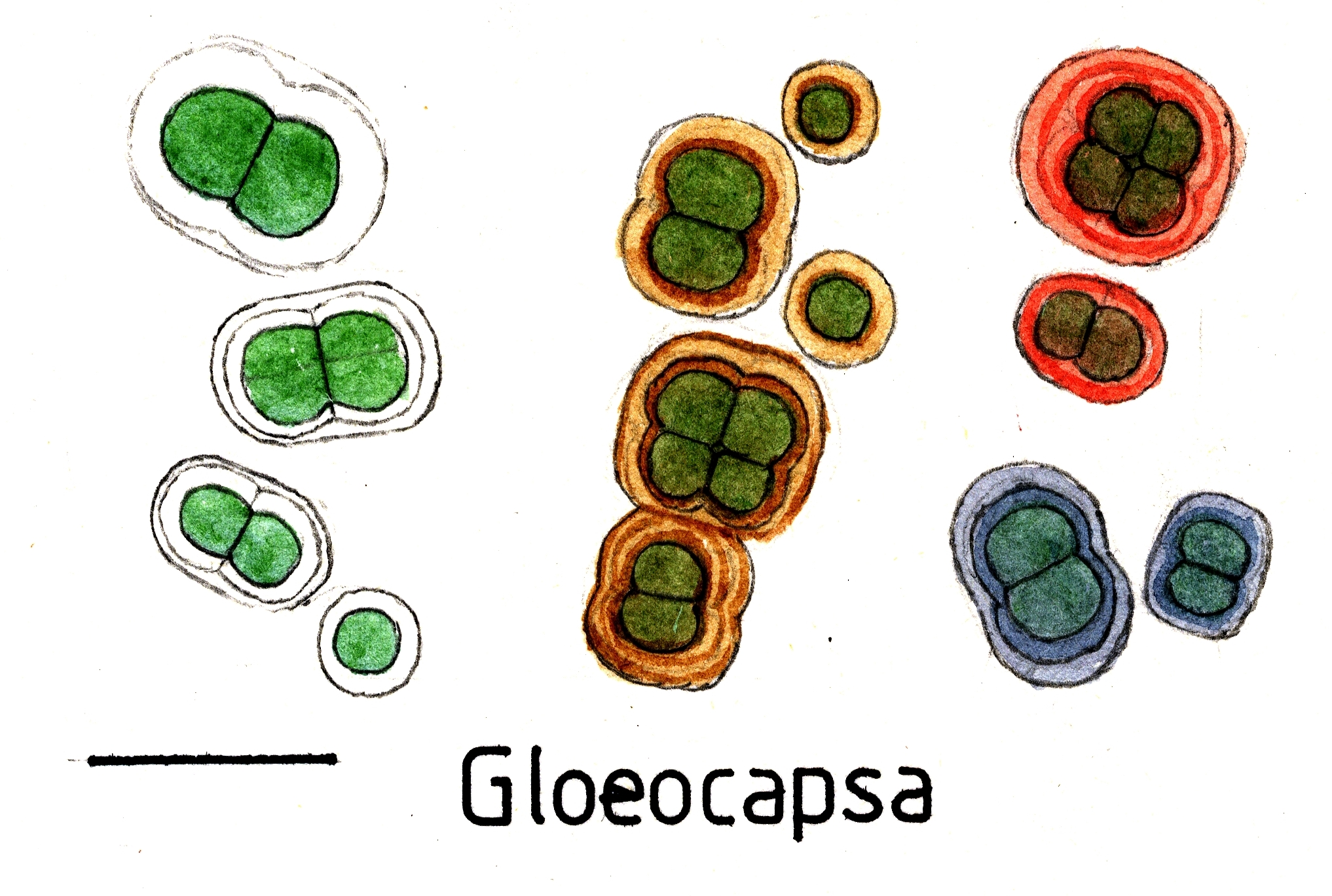
Verschieden gefärbte Spezies von Gloeocapsa. Balken ca. 10 µm
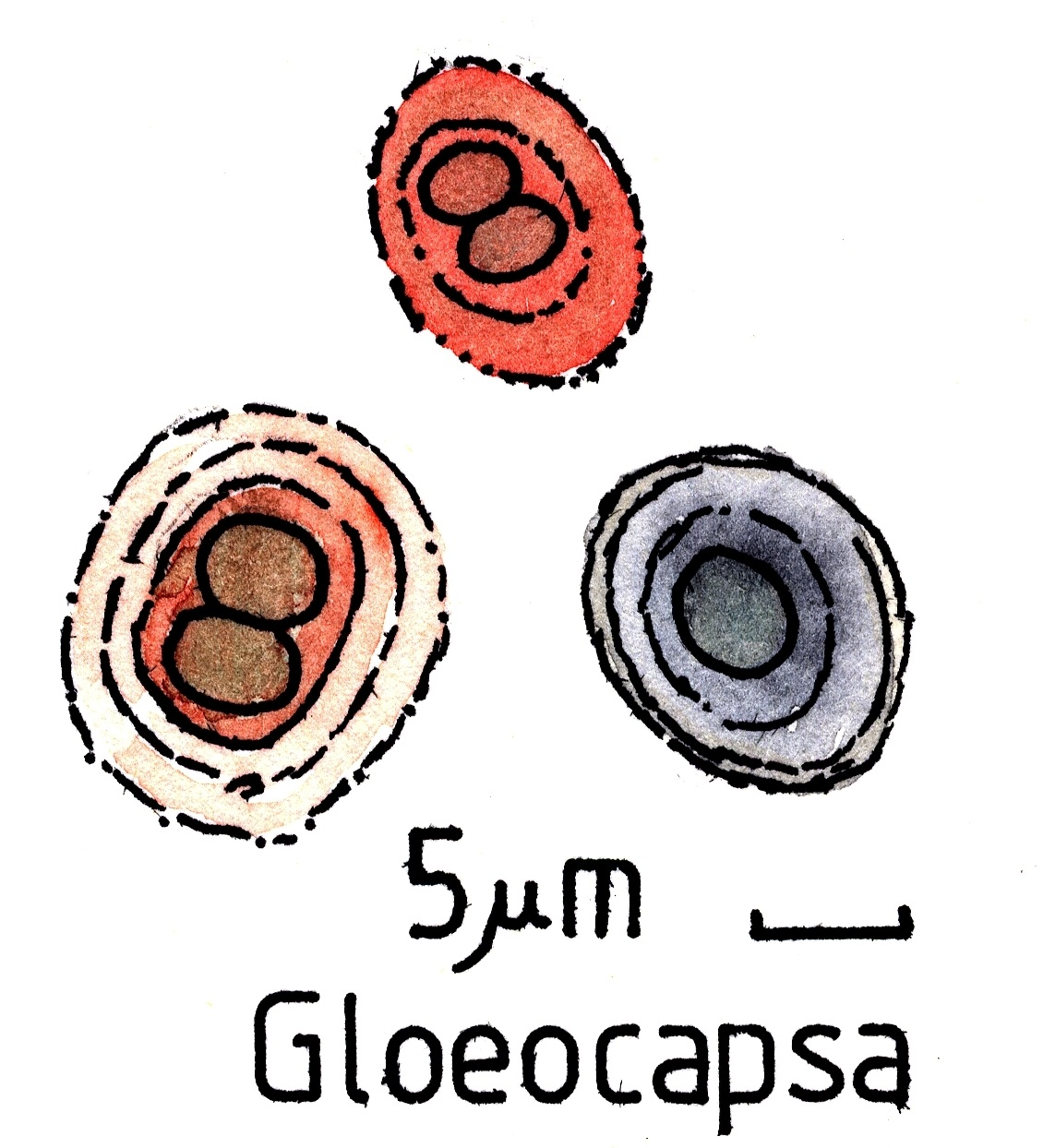
Vergrößerte Darstellung davon

Gloeocapsa bildet Gruppen von kleinen, rundlichen bis ovalen Zellen, denen wie bei allen Cyanobakterien Zellkern und Plastiden fehlen. Die Zellen können grünlich, bläulich oder rötlich bis violett gefärbt sein. Um einzelne oder in Gruppen liegenden Zellen befinden sich in konzentrischer Schichtung weite, blasig aufgetriebene Gallerthüllen. Die Hüllen können durch Einlagerung von Pigmenten eine gelbe, bräunliche, orange oder violette Färbung annehmen, die dem UV-Schutz dient.

## Fortpflanzung
Die ungeschlechtliche Vermehrung erfolgt durch Zellteilung mit drei zueinander senkrecht stehenden Teilungsebenen; Zellaggregate können fragmentieren.
Geschlechtliche Fortpflanzung fehlt bei allen Cyanobakterien.

## Arten (Auswahl)
- Gloeocapsa atrata Kützing
- Gloeocapsa coracina Kützing
- Gloeocapsa insignis Thuret
- Gloeocapsa magma (Brébisson) Kützing
- Gloeocapsa opaca Nägeli ex Kützing
- Gloeocapsa sanguinea (C. Agardh) Kützing
- Gloeocapsa thermalis Kützing

## Verbreitung
Gloeocapsa lebt planktisch und benthisch in Seen, sowie auf feuchten aerophytischen (beständig hoher Luftfeuchtigkeit ausgesetzten) Substraten wie Hölzern, Steinen (die zersetzt werden können) oder Moosen, aber auch in heißen Quellen. Die Cyanobakterie kann auch als Partner in Flechtensymbiosen vorkommen.